# Iry-pat
| r · p · a |

| r · p · a |

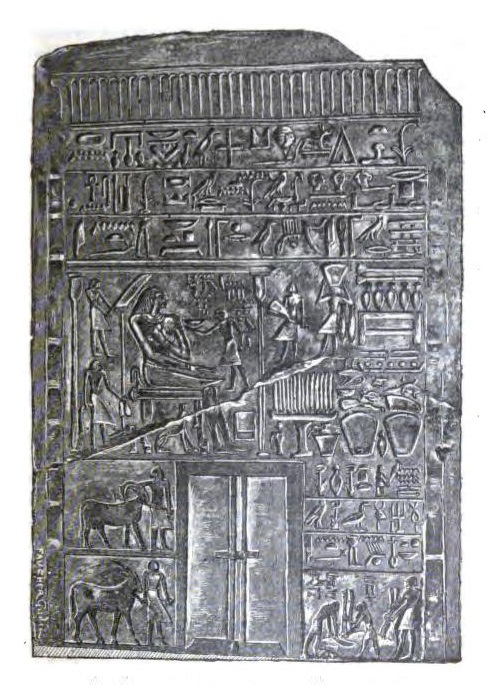
Estela de Intef el Viejo, llamado un Iry-pat al final de la segunda fila

Iry-pat (Egipcio antiguo: jrj-pꜥt "miembro de la élite") fue un antiguo título de rango egipcio, que anunciaba una alta posición en la jerarquía del país. Era el título de mayor rango en la corte real, y solo los funcionarios más importantes podían llevar este título. El título ya se usaba desde la Primera Dinastía: uno de los primeros titulares fue Merka, oficial bajo el rey Qaa.
En el Imperio Nuevo, el título era a menudo dado al príncipe heredero, anunciando que este era el segundo gobernante del país. Por lo tanto, a veces se traduce como Hereditario o Príncipe heredero. Bajo Tutankamón, Horemheb fue designado oficialmente como el Iry-pat o el sucesor de este faraón, pero no sucedió al joven rey ya que Ay intervino para tomar el trono unos 4 años antes de que Horemheb asumiera el poder.